# Wang Jin
Wang Jin (chiń. 王瑾; ur. 13 września 1972) – chińska judoczka. Olimpijka z Atlanty 1996, gdzie zajęła osiemnaste miejsce w kategorii 52 kg.
Piąta na mistrzostwach świata w 1995. Brązowa medalistka igrzysk azjatyckich w 1994. Druga na igrzyskach Azji Wschodniej w 1993. Mistrzyni igrzysk wojskowych w 1999. Trzy medale na MŚ wojskowych.  

## Letnie Igrzyska Olimpijskie 1996
| Konkurencja   | Walki                   | Klas. końcowa |
| Konkurencja   | 1/16                    | Miejsce       |
| ------------- | ----------------------- | ------------- |
| waga półlekka | Noriko Narazaki (JPN) P | XVIII         |